# Ophiorrhiza lurida
Ophiorrhiza lurida är en måreväxtart som beskrevs av Joseph Dalton Hooker. Ophiorrhiza lurida ingår i släktet Ophiorrhiza och familjen måreväxter.
Artens utbredningsområde är Darjiling. Inga underarter finns listade i Catalogue of Life.